# Petrovo
Petrovo (serbisch-kyrillisch Петрово; zuvor Bosansko Petrovo Selo) ist eine Ortschaft und relativ junge Gemeinde mit etwa 6.500 Einwohnern im Norden von Bosnien und Herzegowina. Das Gebiet der Gemeinde war vor dem Bosnienkrieg ein Teil der Gemeinden Gračanica und Lukavac und wurde im Dayton-Vertrag der Republika Srpska zugeschlagen.

## Geographie
Die Gemeinde befindet sich in der Nähe der beiden Gemeinden Doboj und Gračanica. Die wichtigsten Siedlungen liegen im Tal der Spreča. Ein großer Teil des Gemeindegebietes wird vom Ozren-Gebirge eingenommen, zu dem mit der Kraljica auch die höchste Erhebung der Gemeinde gehört.

## Bevölkerung
1991 hatte Bosansko Petrovo Selo 2.911 Einwohner. Davon bezeichneten sich 2.695 als Serben (92,32 %), 70 als Jugoslawen (2,39 %), 54 als Bosniaken (1,84 %) und 100 als Angehörige anderer Volksgruppen.
Auch bei der Volkszählung 2013 stellten die Serben die Mehrheit der Einwohner in der Gemeinde. Von 6.474 Bewohnern bezeichneten sich 6.371 als Serben, 36 als Kroaten und nur sieben als Bosniaken.

## Verwaltungsgliederung
Die Gemeinde umfasst die folgenden Ortschaften:
- Petrovo
- Kakmuž
- Sočkovac
- Karanovac
- Krtova
- Porječina

## Verkehr
1886 erhielt Petrovoselo mit der Eröffnung der schmalspurigen Bahnstrecke Doboj–Tuzla einen Anschluss ans Eisenbahnnetz. 1947 bis 1951 wurde die Bahnlinie auf Normalspur umgebaut. Als Folge des Bosnienkriegs kam der Bahnverkehr zum Erliegen.  Seit 2003 pendelt zweimal täglich ein sogenannter Interentitätszug zwischen Doboj und Tuzla.

## Sehenswürdigkeiten
7 km südlich von Petrovo liegt das orthodoxe Ozren-Kloster, das vermutlich seit dem 16. Jahrhundert existiert.